# Dierdicht

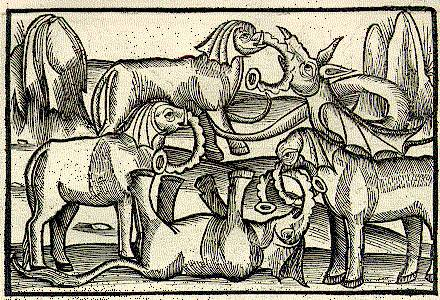
Aesopus, 1501

Een dier(en)dicht is een verhaal of een verzameling verhalen over dieren waarin de dieren de verschillende menselijke karaktereigenschappen, zwakheden of slimmigheden, vertonen. Ook kunnen de dieren doorgaans spreken. Heeft het verhaal een moraal of een boodschap, dan spreekt men van een fabel, of, preciezer, van een dierenfabel. Verwante begrippen zijn dierenverhaal, dierenepiek, dierenepos, dierenroman en dierensprookje.

## West-Europa
Dierdichten komen in vele, misschien wel in alle culturen voor. In de Europese cultuur doen ze hun intrede met de fabels van Aesopus. Het is niet zeker of Aesopus wel bestaan heeft, en ook doordat de gebruikte motieven soms al van oudere data zijn dan die waarin het klassieke Griekenland floreerde, is datering niet eenvoudig.
De fabels van Aesopus zijn in de westerse traditie herhaaldelijk bewerkt en herschreven. In het Middelnederlands bezitten wij de Esopet (13e eeuw), een verzameling korte, vlotlopende gedichten. Een kleine eeuw eerder had Marie de France al een Franstalige collectie esopische fabels geschreven.
Een Engels voorbeeld vinden we in Geoffrey Chaucer (14e eeuw): in een deel van zijn Canterbury Tales, zoals de Nun's Priest's Tale met de haan Chauntecleer en ook "diens vrouwen" komen dieren voor met menselijke trekken. 
Een sterk satirisch dierverhaal is een van de topstukken uit onze middeleeuwse literatuur gebleven: dat is het felle Van den vos Reynaerde, overigens naar een ouder Frans werk gemodelleerd. De moraliserende strekking van het verhaal is zonneklaar: de dieren zijn hebberig, dom of hypocriet: in wezen wordt de ridderroman op zijn kop gezet. Toch wordt wel beweerd dat de "Reinaart" geen fabel zou zijn.
In de 17e eeuw ontstond weer een verzameling fabels, toen Jean de La Fontaine zijn Franstalige Fables schreef.
Moderne dierenverhalen zijn vaak in proza, maar vertonen verder de kenmerken van het dierdicht: menselijke trekken, een moraal. Marten Toonders Tom Poes-verhalen zijn een voorbeeld.

## Azië
Uit het Sanskriet bestaat een verzameling van dierfabels in de Pañcatantra, die oorspronkelijk mondeling zijn overgeleverd, wellicht vanaf de 5e eeuw voor onze jaartelling. Hiervan bestaat nog een 8e-eeuwse vertaling in het Arabisch, waarna de verhalen zich weer oostwaarts verspreidden. Maar deels kwamen ze ook bij Fontaine en in vele andere talen terecht.
In het Maleise taalgebied zijn de Kantjilverhalen bekend, vooral in Indonesië: het sluwe dwerghert is grotere dieren doorgaans te slim af. Het thema van kleine, slimme dieren die het van grote, domme winnen, vinden we ook in het Japans, in verhalen uit de 8e eeuw, die doorspekt zijn met dierfabels.